# Аюнг
Аю́нг (балийск. Tukad Ayung) — самая длинная река на индонезийском острове Бали. Длина реки 68,5 км от северных горных хребтов, через округа Бангли, Бадунг, Гианьяр и город Денпасар до устья в проливе Бадунг в Сануре. Река популярна среди любителей рафтинга.

## Гидрология
Длина реки 62,5 км, водосборный бассейн занимает площадь 109,30 км², с притоками может достигать 300,84 км². Исток находится недалеко от Кинтамани, вдоль южного склона гор, разделяющих северную и южную часть Бали до пляжа Паданггалак, Санур. В верхнем течении в реку впадают три больших притока: Тукад Бангкунг с истоком в Пелаге, Тукад Менггани с истоком в Катуре и Тукад Сиап с истоком в Кинтамани. Слияние этих трёх притоков находится в Паянгане.
Скорость эрозии относительно низкая в области рисовых полей в верхнем течении и в середине из-за более плоских склонов и хороших методов сохранения земель.

## География
В районе водосбора реки Аюнг среднегодовая температура составляет от 18,4 °C до 26,6 °C, в зависимости от высоты. Среднегодовое количество осадков в верхнем течении высоко, 1963-3242 мм. Ниже по течению со средним уклоном 13,13 %, количество осадков и дождливых дней на реке уменьшается. В средней зоне среднее количество осадков составляет около 1998-3176 мм со 105—128 дождливыми днями. В нижнем течении, около города Денпасар, количество осадков уменьшается, до 1486 мм с 69 дождливыми днями в году.
Водосборный бассейн имеет два типа топографии: горный и равнинный. Дебит воды, измеренный в 1973—1986 годах, составляет около 6,6-14,2 м³/с, в среднем 8,69 м³/с. Максимальный уровень седиментации в Буанге составляет 544 т в день и минимальный — 2,8 т в день, при этом расчетное общее количество (метод SCS-USDA) 91 400 т в год.

## Землепользование
Основное использование бассейна реки Аюнг сельскохозяйственное. Живописные виды в наблюдаются в верхнем течении, особенно участок Петанга до Карангсари с минимальным влиянием человека. Множество сложных порогов делают эту реку хорошим местом для рафтинга.